# La infanta Margarida d'Àustria
La infanta Margarida d'Àustria és un retrat d'aquesta infanta que es conserva en el Museu del Prado. Antigament va ser atribuït a Velázquez suposant-ho inacabat a la seva mort i completat pel seu gendre Juan Bautista del Mazo. Els estudis tècnics realitzats en el Museu del Prado han descartat aquesta col·laboració, que ja havia estat posada en qüestió per experts com José López-Rei, assignant-li-ho íntegrament a Mall.
Era comunament considerat l'últim quadre de Velázquez, la seva obra pòstuma. Segons es creia, ell va pintar el vestit i va deixar sense pintar el cap, que juntament amb el fons de cortines va ser acabada pel seu gendre, Juan Bautista del Mazo. No obstant això, els últims estudis efectuats per experts del Prado descarten l'autoria de Velázquez i apunten al fet que va ser Mall qui ho va pintar íntegrament.
La infanta Margarita és la persona de la reialesa espanyola que més va ocupar els pinzells de Velázquez. En els últims anys de la seva vida, el pintor va dedicar bastants hores a la realització de retrats d'aquesta infantita, retrats que van ser enviats a la cort austríaca per motius polítics i en atenció a certs arranjaments matrimonials que convenien als dos Estats. En el Museu Kunsthistorisches de Viena es troben aquests retrats, des del datat en 1652-53, quan ella tenia uns dos anys, amb vestit plata i rosa. Una rèplica amb variants d'aquest últim es conserva en el Palau de Llíria de Madrid, encara que s'atribueix a un altre autor.
El museu de Viena custodia un altre retrat de la infanta amb vestit blanc i dos rellotges, i el de La Infanta Margarita en blau es considera poc anterior a aquest de Mazo.

## La infanta
La infanta Margarida era la primogènita del Felip IV d'Espanya i la seva esposa Maria Anna d'Àustria. Es va casar en 1666 amb l'emperador d'Àustria Leopold I. Per aquestes dates, Velázquez ja havia mort. La infanta Margarida protagonitza el quadre de "Las Meninas", de 1656; és el personatge principal d'aquesta obra. Tenia en aquella ocasió cinc anys.

## Història del quadre
Fins al segle xix el present retrat es va mantenir classificat amb una identificació errònia. Es va suposar que es tractava de la infanta María Teresa d'Àustria, filla del primer matrimoni de Felip IV (amb Isabel de Borbó). Aquesta infanta va contreure matrimoni amb Lluis XIV de França. En 1872, al catàleg que va fer el llavors director del Museu del Prado, el pintor Pedro de Madrazo, encara figura sota aquest nom. Recerques posteriors van venir a demostrar el protagonisme veritable del personatge: la infanta Margarida, filla tardana del rei, del seu segon matrimoni amb Maria Anna d'Àustria.
Va ser una obra especialment admirada en l'època impressionista i després, per la lleugeresa de la pinzellada. Molts experts consideraven que suposava la culminació de la tècnica de Velázquez en representar els teixits, però matisaven que el rostre no mantenia la mateixa qualitat, i ho atribuïen a Mazo. Les anàlisis recents per raigs X i altres mètodes han recolzat una tesi molt més radical: que en realitat, Velázquez no va pintar gens de l'obra, que hauria estat realitzada per Mall després de la mort del mestre, cap a 1661 o després, recreant el seu estil. Cal tenir en compte que la cara de la infanta sembla la part pintada en últim lloc, quan Velázquez acostumava a pintar-la abans que els elements accessoris.

## La pintura
La infanta està perfectament definida amb els trets autèntics dels Àustries: ulls una mica saltons, pell blanca, cabell ros i el ben conegut prognatisme d'aquesta dinastia real.
El vestit està pintat en gris platejat. La basquinya va armada amb el guardainfant; a la mà esquerra porta unes roses vermelles. El cabell és de color or. A la mà dreta porta un gran mocador que se suposa de fina batista.

### Glossari
- Prognatisme: del grec πρo i γναθος (mandíbula). Mandíbula sortint.
- Basquinya-basquiña: aquí es refereix a la faldilla del vestit.
- Guardainfant-guardainfante: també anomenat tontillo o faldellín; armadura feta amb cèrcols que servia per ahuecar la faldilla.
- Batista: tela molt fina i de gran qualitat el primer fabricant de la qual va ser Baptiste, a la ciutat francesa de Cambray, al segle xiii.